# نويل فور
نويل فور (بالفرنسية: Noël Foré)‏ مواليد 23 ديسمبر 1932 في بلجيكا - الوفاة 16 فبراير 1994 في غنت، كان دراج بلجيكي في صنف سباق الدراجات على الطريق.

## الميداليات
| الميدالية | المسابقة                                    |
| --------- | ------------------------------------------- |
| برونزية   | بطولة العالم لسباق الدراجات على الطريق 1959 |

## روابط خارجية
- نويل فور على موقع أرشيف الدراجات (الإنجليزية)
- نويل فور على موقع إحصائيات الدراجات الإحترافية (الإنجليزية)
- نويل فور على موقع CycleBase (الإنجليزية)